# Cornelis Helmbreecker
Cornelis sr Janszoon Helmbreecker of Helmbreker (1590 - 1654) was een Nederlands organist en componist.

## Leven

### Hoorn
Vanaf 14 november 1612 en tot 1619 was hij stadsorganist en klokkenist in Hoorn als opvolger van Pieter Dircksz. van Purmereynde. We zijn vrij goed geïnformeerd over de voorwaarden tot zijn aanstelling. Hierover was onderhandeld met de Haarlemse organist Philips Jansz. Van Velsen. Die trad op als vertegenwoordiger voor de jonge Helmbreecker, sijne huysvrouwe susters soon. In de aanstelling van Helmbreecker staat aangetekend dat, in geval zijn oom binnen de genoemde twee jaar zou komen te overlijden, het Helmbreecker vrij zal staan zijn tijd te Hoorn uit te dienen dan wel zijn dienst te verlaten. Voor de twee dienstjaren verstreken waren, wendde Philips van Velsen zich evenwel al met een verzoekschrift tot de Leidse magistraat om zijn neef tot organist van de Hooglandse kerk benoemd te krijgen. Daar was een vacature ontstaan ten gevolge van het overlijden van Philips’ zoon Jan. In het verzoekschrift wordt nadrukkelijk het volgende opgemerkt: Mr. Cornelis Jansz. Helmbreecker die een discipel geweest es van Mr. Jan Pietersz., organist tot Amsterdam. Helmbreecker was derhalve een leerling van niet de minste organist, met name Jan Pieterszoon Sweelinck, de zogenaamde organistenmaker. Als voorbeeld van Helmbreeckers taken als stadsorganist geven we hier beknopt de inhoud weer van de instructies die de organist van Hoorn bij zijn aanstelling moet ondertekenen. Helmbreecker verbindt er zich in 1612 toe naar aanleiding van de volgende gelegenheden te spelen: (1) bij maaltijden ten raadhuize van burgemeesters, vroedschap en gerecht, alsmede intochten van prinsen en heren (hij speelt dan klavecimbel), (2) op alle preekdagen voor en na de dienst, en (3) van half oktober tot één maart elke avond één uur. We weten ook dat hij mét beiaardier Lucas Lemmink zijn beklag maakte bij de burgemeesteren, vroedschap en kerkmeesteren over de slechte intonatie en 't afgrijselik gheluidt van het carillon van de Grote Kerk van Hoorn.

### Haarlem
In 1619 kwam Helmbreecker naar Haarlem om zijn oom, Philips van Velsen, als hulporganist en klokkenist aan de Grote of Sint-Bavokerk bij te staan. Toen Van Velsen in 1625 overleed, werd Cornelis tot organist van deze kerk benoemd. Die functie vervulde hij tot zijn dood in 1654. Helmbreeckers adviezen met betrekking tot orgelbouw en restauratie werden onder meer ingewonnen in 's-Gravenhage, Delft, 's-Hertogenbosch, Alkmaar en Leiden.
Dat hij als componist in hoog aanzien stond, blijkt zonder meer uit het feit dat het aanbrengen van een schildering op het klavecimbel in zijn huis op kosten van de Burgemeesters werd uitgevoerd. Bij zijn adviezen aangaande orgelbouw en restauratie kon hij een beroep doen op de steun en het oordeel van de stadsbouwmeester, dichter en schilder Salomon de Bray.

## Werken
Er zijn alles bij elkaar genomen weinig composities van Helmbreecker bewaard gebleven.
Een gelegenheidswerk op tekst van David van Horenbeeck, schrijfmeester en kantor of voorzanger aan de Grote of St.Bavokerk werd gepubliceerd in 1628 bij Adrianus Roman te Haarlem. Het betreft de Oratio de scholastici numeris difficultate habita (Welkomstlied voor de aanstelling van Wilhelm van Nieuwenhuysen als rector van het stedelijk gymnasium). Het door David van Horenbeecks ter attentie van d ‘eerwaerdige, vroome, letter-rycke ende hoog-geleerde Wilhelmus van Nieuwenhuysen, gewesen Rector van Enchhuysen, komende tot Haerlem in de selve qualiteyt op de melodie van het bekende wijsje O nuit, jalouse nuit gedichte lied werd door Helmbreecker meerstemmig gezet.
Ingebonden bij dit gelegenheidswerk bevindt zich een ander van de hand van dezelfde componist : een nieuwjaarsgelukwens uit 1629 in twee delen aan dezelfde rector van de Latijnse school, Lang Nieuwenhuysen, lang moet hij vreedsaem leven, en het slotgebed Geeft, Heer. Het gelegenheidswerk werd in 1629 uitgegeven bij dezelfde uitgever.
In de verzamelbundel ’t Uitnemend Kabinet II verscheen in 1649 ook een instrumentaal Voorspel voor een ensemblebezetting.
Aan Cornelis Helmbreecker sr. of jr. wordt een compositie toegeschreven op Nederlandse tekst met als titel Adieu schoonheden Preutz.
Er verschenen van Helmbreecker ook 4 Stemmige gezangen op tekst van dichter Samuel Ampzing.

## Waardering
In de Geluckwenschinge toont Helmbreecker zich volgens drs Jan Valkestijn als componist een trouwe volgeling van zijn leermeester Sweelinck en een gedegen vakman. ' Maar het naderend einde van de oude componeertechniek van de stile antico kondigt zich duidelijk aan en maakt plaats voor de stijlfiguren van een seconda prattica in de toenemende tekstgebondenheid van zijn muziek. Menig affectrijk madrigalisme doet de tekst recht wedervaren, bijvoorbeeld 'lang' door zeer lange noten, 'gebroken' door gebroken drieklanken, terwijl de levendigheid van de jeugd gestalte krijgt in een 'dartel' ritme, 'ineengevallen terneer ligt' en de daarop volgende 'opgang naar het hemelse huis' door dalende en stijgende melodieën ', aldus nog steeds drs Jan Valkestijn.
- Biografisch Portaal: 32348968
- Digitale Bibliotheek voor de Nederlandse Letteren: helm015
- International Standard Name Identifier: 0000 0003 9601 8290
- Library of Congress Control Number: no2010032719
- MusicBrainz: d731d4f6-536e-43c3-b15f-88914d9d8678
- Nederlandse Thesaurus van Auteursnamen: 314484639
- Virtual International Authority File: 108003463
- WorldCat: E39PBJpyt8yqCXGYCcxytfyGHC